# 183 km (obwód moskiewski)
183 km (ros. 183 km) – przystanek kolejowy w pobliżu miejscowości Posiołok doma otdycha «Karałłowo», w rejonie odincowskim, w obwodzie moskiewskim, w Rosji. Położony jest na Wielkim Pierścieniu Kolei Moskiewskiej.

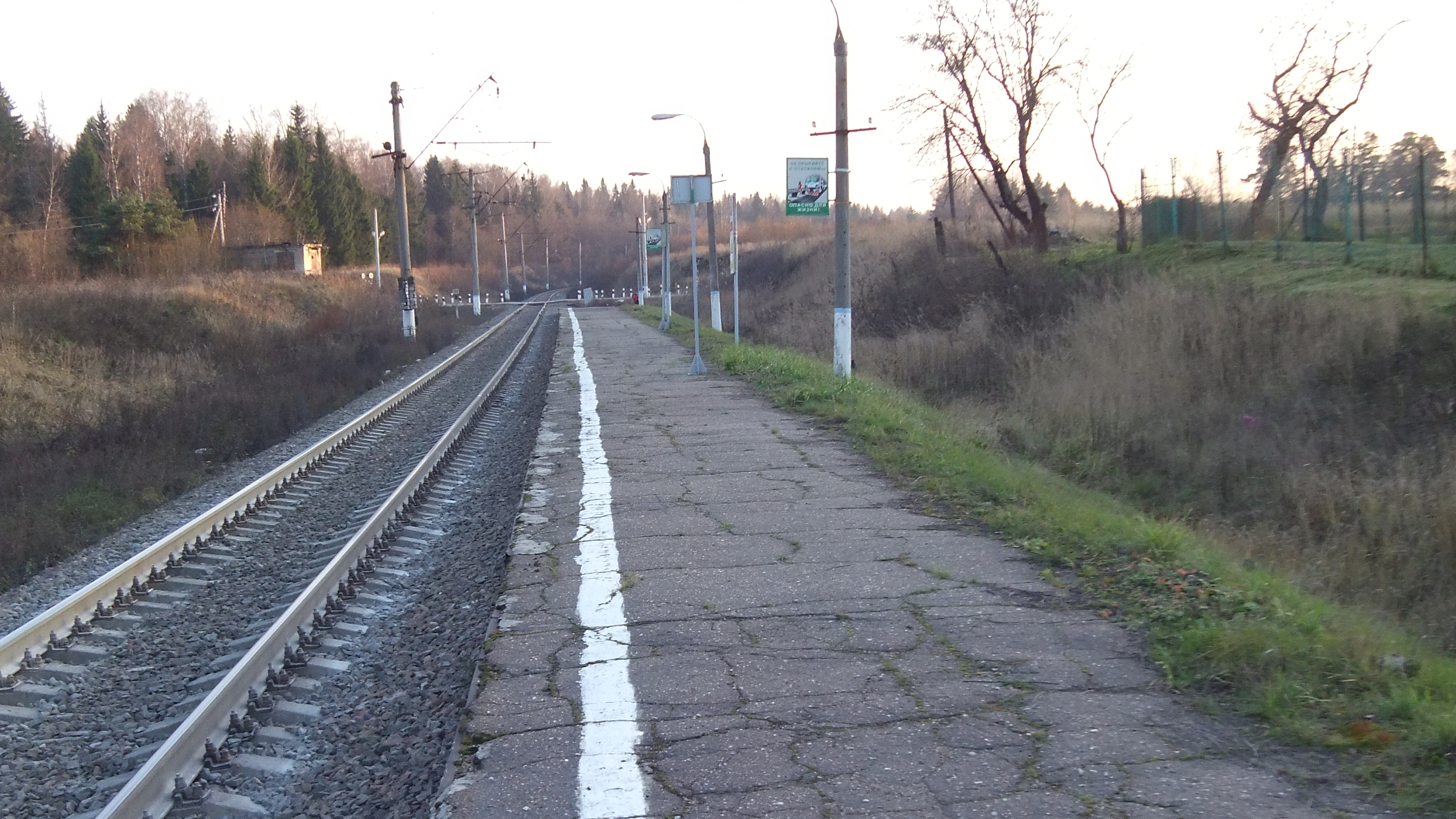
peron wschodni, widok w stronę Kubinki